# Rádio F8
Rádio F8 é uma estação de rádio brasileira sediada na cidade de Botucatu, em São Paulo. Opera na frequência FM 100,9 MHz, migrante da AM 1540 kHz.

## História
Foi fundada por uma sociedade anônima empresarial, liderada por industriais como: Peduti, Bauer, Witzler, entre outros empresários da cidade, no dia 30 de outubro de 1939, a Rádio Emissora de Botucatu ou popularmente mais conhecida como Rádio F8, por conta do seu prefixo PRF 8. Foram vários acionistas, que já passaram pela emissora, inclusive a família do politico Adhemar de Barros.
Os programas jornalísticos, sertanejos raiz e popular, fizeram parte da grade da emissora, que inclusive já teve parcerias com a CBN, Rádio Capital e a Rádio Bandeirantes. A emissora ganhou grande ênfase, quando Angelino de Oliveira, autor da música "Tristeza do Jeca", foi o diretor artístico da emissora e abriu espaço para nomes da música na cidade e no estado.
Em 1950, a emissora foi vendida por um valor extremamente alto, para a Família Barros, liderada por Geraldo de Barros e seu irmão Antônio Emydio de Barros. Passando os anos, a emissora foi ganhando mais potência do Ministério das Comunicações (na época chamava Ministério da Viação e Obras Públicas). Os programas de auditório, foi o que levou muitas pessoas na época, como o: Sequência Maravilhosa, Calouros de Hoje, Esporte no Ar e Artistas de Amanhã, o auditório da emissora servia também para reuniões do conselho permanente de medicina, sendo uma iniciativa da Câmara Municipal da cidade.
No dia 1 de março de 1964, surgiu o programa de maior audiência "O Palanque", idealizado por Plínio Paganinni, foi o carro-chefe da emissora e continua até os dias atuais. Depois de alterações no controle acionário da emissora, a Família Paganinni assume a direção da emissora, direção que durou até 2015, quando um grupo de Campinas assume, devido à crise financeira e administrativa da mesma, depois da nova direção, a emissora constantemente chegou á sair do ar em vários dias e a programação era muita pouca.
Ainda em 2015, Vanderlei dos Santos, proprietário da Rádio Municipalista de Botucatu, demonstrou interesse em assumir á Rádio F8, ele até mesmo começou sua carreira na emissora naquela época e anos depois, assumiu a Rádio Municipalista e é dono de uma promotora de shows, a VS Propaganda. Depois do convite feito por Caio Paganinni, o mesmo aceitou o convite e disse para imprensa, que vai colocar a emissora em seu lugar de vanguarda e que traria uma nova programação.
Assim que Vanderlei assumiu a emissora, enquanto preparava a nova programação, a mesma ficou fora do ar por 1 ano e 9 meses, quando em 2017, foi anunciado que a rádio se afiliaria a programação da Jovem Pan News no seu retorno. No dia 16 de outubro do mesmo ano, depois de ajustes em equipamentos e no satélite, a emissora retorna ao ar no AM 1540, já retransmitindo a programação da rede, foi o marco histórico do retorno da emissora no dial AM de Botucatu, que por enquanto ainda não teria a programação local. A Municipalista AM, do mesmo proprietário, já teve parceria com a Rede Jovem Pan Sat, na qual encerrou em 2012.
Em 2018, a emissora completava 79 anos no ar e fez uma grande supresa aos ouvintes, o retorno do programa ícone a mais de 55 anos nos lares botucatuenses e 3 anos fora do ar, "O Palanque", a volta do programa aconteceu em 5 de novembro do mesmo ano e comandado por um dos mais experientes locutores da cidade, Waldir Duarte, tendo a companhia de Renato Acerra e Toninho Zorzella. Atualmente é o único programa local da emissora, apresentado das 10h ás 12h.
Em 4 de dezembro de 2020, a rádio deixou de transmitir a Jovem Pan News e passou a retransmitir a Rádio Municipalista temporariamente no formato popular/hits. Com a conclusão da aquisição da emissora por Lourival Panhozzi, voltou a se chamar Rádio F8.
No dia 26 de dezembro de 2023, a Rádio F8 concluiu o processo de migração AM-FM, deixando de transmitir na frequência AM 1540 kHz para operar na frequência FM 100,9 MHz.